# Tom's Restaurant

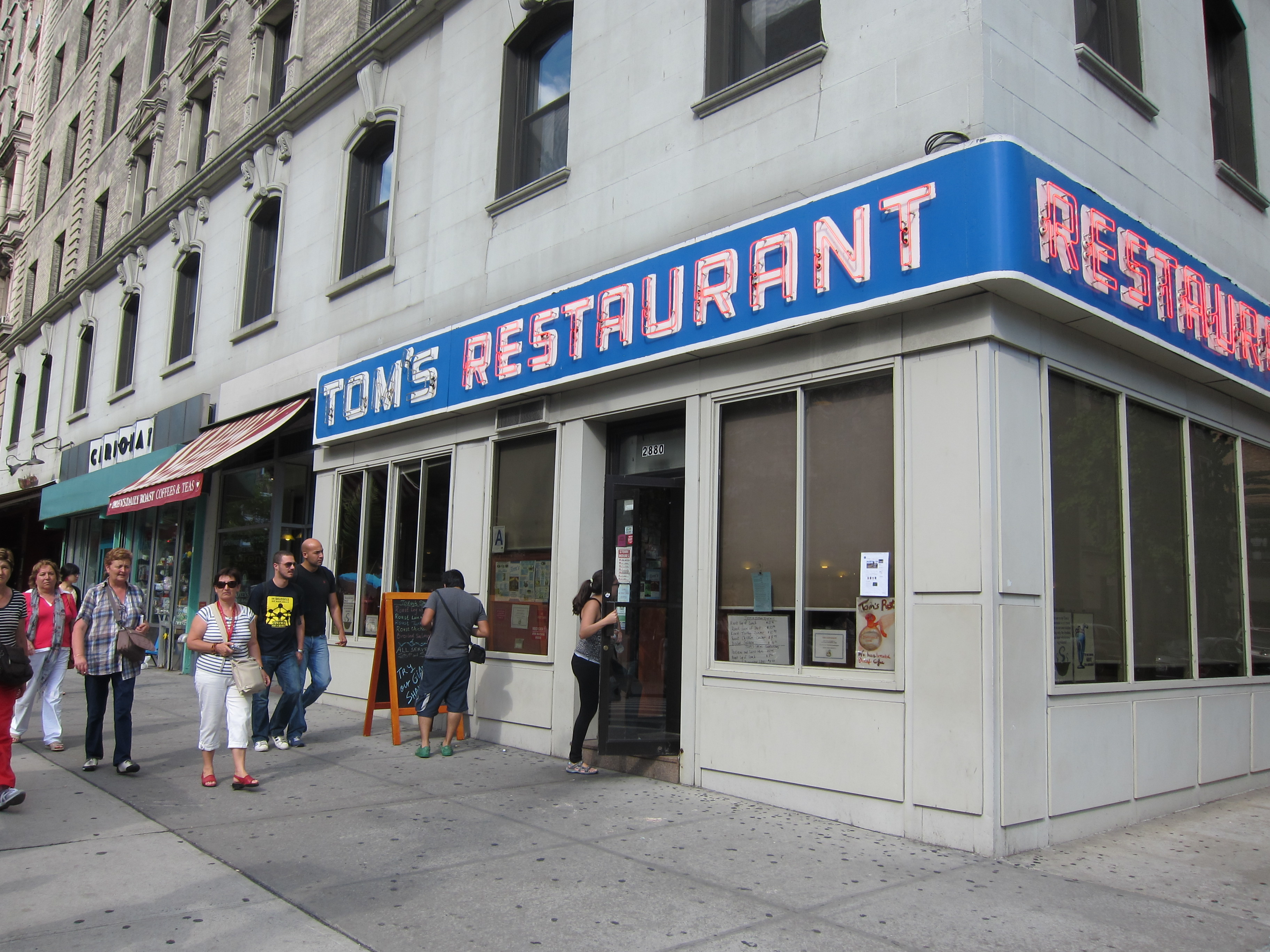
Fachada do restaurante em 2012

Tom's Restaurant é um diner localizado no número 2880 da Broadway (na esquina da West 112 Street) em Morningside Heights, bairro de Manhattan em Nova Iorque. Frequentado por alunos e professores da Universidade de Columbia nas proximidades, ele tem sido de propriedade e operados pela família greco-americana de Minas Zoulis desde a década de 1940.
O Tom's Restaurant foi o local que inspirou a canção "Tom's Diner" de Suzanne Vega, lançada em 1987. Mais tarde, sua fachada foi usada como representante do fictício Monk's Café na sitcom de televisão Seinfeld, onde o personagem homônimo do comediante Jerry Seinfeld e seus amigos reuniam-se regularmente para comer. O interior mostrado no programa de televisão, no entanto, parecia-se muito pouco com o verdadeiro "Tom", já que as cenas internas foram filmadas em um set em Los Angeles.
Os primeiros episódios de Seinfeld mostravam o letreiro de neon inteiro; mais tarde, a parte do "TOM'S" foi cortada da cena, mostrando apenas a palavra "RESTAURANT". Mesmo com o interior e o exterior sofrendo pequenas remodelações desde o programa, o letreiro permaneceu o mesmo. O Tom's é destaque no Kramer Reality Tour conduzido por Kenny Kramer.
O senador John McCain muitas vezes comeu no Tom's quando visitava sua filha Meghan, quando ela era estudante da Columbia.